# معهد المعارج للدراسات الشرعية
معهد المعارج للدراسات الشرعية، أحد أبرز مراكز تعليم العلوم الشرعية في الأردن، ويدرس به عدد من كبار علماء الدين من الأردن ومن غيره، يعنى بتدريس العلوم الشرعية من خلال سلوك طريق العلماء القدامى في طلب العلم، وذلك بتدريس المتون الشرعية في مختلف العلوم الشرعية من فقه وعقيدة وتزكية وعلم حديث، بالإضافة إلى عدة نشاطات يقوم بها المعهد على مدار السنة من إحياء لذكرى المولد النبوي وغيرها. تأسس عام 2007م في العاصمة الأردنية عمّان، وله حالياً ثمانية أفرع موزّعة على عدة مدن في الأدن، منها العقبة وإربد والزرقاء.

## الأهداف والمقاصد
يعلن معهد المعارج بأن أهدافه ومقاصده التي قام عليها هي ما يلي:
1. تحصيل العلوم الشرعية الإسلامية وذلك وفق منهجية أهل السنة والجماعة؛ بسندها المتصل إلى النبي محمد.
2. طلب تزكية النفس والاجتهاد على القلب لتنقيته وتصفيته بشكل علمي وعملي.
3. التحقق بالمعاني الصحيحة للدعوة إلى الله، وبذل الجهد لنشر تعاليم الإسلام للناس بالطريقة الصحيحة.
4. خدمة منهجية العلم والعمل به باستخدام أدوات الإعلام المعاصر ووسائله.

## البرنامج العلمي في معهد المعارج

### دورات العلم الواجب
والتي يدرس فيها الطالب القدر الواجب تعلمه على كل مسلم من ثوابت الدين الإسلامي الأساسية الثلاثة (الإسلام / الإيمان / الإحسان) والتي أُخذت من حديث جبريل في أسئلته لرسول الله محمد، وهي الإسلام (علم الفقه)، والإيمان (علم العقيدة)، والإحسان (علم التزكية والأخلاق والسلوك). وقد تخرج من هذه الدورة أكثر من 5000 طالب من مختلف محافظات المملكة الأردنية الهاشمية ومن دول مختلفة.

### نظام السنتين
بعد إنهاء دورة العلم الواجب يلتحق الطالب بنظام السنتين يدرس فيه 16 علماً من علوم الآلات والغايات بمستويات عدة وبجانب ذلك يكون حفظ لأجزاء من القرآن ولمجموعة من الأحاديث والمتون العلمية وكتابة بعض الأبحاث والمطالعة في كتب مساندة. ومن المواد التي يدرسها الطالب في نظام السنتين: العقيدة، الفقه، السلوك، أصول الفقه، التفسير، علوم القرآن، أحكام التجويد، الحديث دراية، الحديث رواية، البلاغة، النحو، الصرف، فقه الدعوة إلى الله، العلوم النبوية، المنطق، علم الساعة.

### الدورات المتخصصة
يطرح فيها مستويات متقدمة في العلوم الشرعية، يتم فيها بناء مجموعة من طلبة العلم المتخصصين في العلوم العقلية والفقهية وغيرها من جوانب العلوم الشرعية، وقد تم تدريس العديد من الكتب المتقدمة وعلوم عدة مثل المواريث والوضع والمنطق ونظرية المعرفة وغيرها من المباحث المتخصصة .

### الدروس العامة
بالإضافة إلى ما سبق، فيقيم معهد المعارج العديد من الدروس العامة لا سيما مجالس تصحيح التلاوة والإجازة القرآنية، ومجالس الإسناد في الحديث، ومجالس المحبة والصلاة والسلام على رسول الله محمد.

## مشاريع المعهد
يقوم معهد المعارج في الأردن بتنفيذ عدد من المشاريع العلمية والدعوية في سبيل نشر المبادئ التي قام عليها، منها يلي:
1. العلم الواجب: وهي مجموعة من الدورات يعقدها بشكل دائم، وتستهدف عموم الناس، وتهدف إلى إسقاط الفرض العيني وما يجب عليهم تعلمه من أمور دينهم.
2. ربيع المحبين: وهي مبادرة مجتمعية أطلقها معهد المعارج عام 2009 الموافق 1431 هـ، تبدأ مع أول ليلة من شهر ربيع الأول بمناسبة ذكرى المولد النبوي، وتنتهي مع آخر ليلة من شهر ربيع الثاني، وهي مبادرة سنوية تهدف إلى المساهمة في التعريف بالنبي محمد، وذلك من خلال مجالس وفعاليات وأنشطة منوعة تقام في كافة أنحاء المملكة الأردنية الهاشمية.
3. إحياء المناسبات: وذلك من خلال التعريف بالمناسبات وفضائلها وإحيائها وترتيب فعاليات خاصة بكل مناسبة.
4. الترتيب الدعوي: وهو برنامج متكامل من أربع مستويات في تأصيل الدعاة وبنائهم من خلال إقامة الدورات التأهيلية وملتقيات وخروجات دعوية داخل وخارج البلد.
5. عمرة الإرث النبوي: وهي أداء مناسك العمرة والتي تحوي زيارة المآثر الدينية النبوية في الحرمين مع برنامج منوع، وقد تجاوز عدد الرحلات 25 رحلة خلال 10 سنوات.
6. الرحلة الدعوية العالمية: وهي رحلة سنوية بدأت من عام 2013، ويشارك فيها عدد من العلماء والمفتين وأهل الدعوة، يتم من خلالها التجول في عدة بلدان لتبادل الخبرات وأداء واجب الدعوة إلى الإسلام وتطوير المهارات. من البلدان التي تم زياراتها خلال الرحلات السابقة: (شرق أفريقيا (السودان/ اوغندا/ تنزانيا/ كينيا)، جنوب شرق آسيا (أندونيسيا/ ماليزيا/ سنغافورة/ تايلاند)، مصر، لبنان، تركيا).
7. ملتقى الخويصة: وهو ملتقى يعقد مرتين في العام، أحدهما عالمي، يتم التحاور فيه فيما يحقق رسالة (إحياء الدين كله في العالم كله) وتطوير أداء المؤسسات الدعوية.

## من المدرسين فيه
| - د. سعيد فودة. - د. أحمد الحسنات، مفتي في دار الإفتاء الأردنية. - د. طالب أبو سنينة. - د. براء السعدي. - د. جاد الله بسام. - د. آدم نوح القضاة. - د. عبد الله الربابعة. - الشيخ محمد الجهني. - الشيخ عبد الله الشريف. - د. حمزة بني عامر. - الشيخ يوسف أبو غزالة. - الشيخ هاني العابد. - الشيخ نور الدين الرفاتي. - الشيخ محمد العجيل. - الشيخ راشد الرفاتي. - الشيخ بلال النجار. | - الشيخ جهاد الكالوتي. - د. عادل أبو شعر. - الشيخ وليد الخلايلة. - الشيخ إسماعيل محمد سعيد الكردي. - د. محمد هاشم غالب الانس. - الشيخ محمد عزام. - م. منذر مسك. - أ. معمر القريوتي. - الشيخ علي هاني العقرباوي. - د. أسامة نمر عبد القادر. - د. محمود الزهيري. - د. محمد الشديفات. - الشيخ محمد قويدر. - الشيخ عثمان النابلسي. - د. محمد النجار. - الشيخ مراد الحراسيس. |

## فروع المعهد
- فرع شارع الجامعة الأردنية: عمان – شارع الملكة رانيا العبد الله – بجانب جريدة الرأي – عمارة البرج 91 – الطابق الخامس.
- فرع وسط البلد: عمان – مقابل الساحة الهاشمية – عمارة 113 الطابق الأول.
  - فرع طبربور: عمان – طبربور - الدخلة المقابلة لامانة عمان الكبرى.السير في الطريق بشكل مباشر ويكون المعهد على الايد اليسرى
- فرع عين الباشا: عين الباشا - إشارة عين الباشا-مجمع أم القرى مقابل محمص الباز-ط1.
- فرع إربد: اربد - شارع الجامعة-قرب فندق الجود-الأقصى 1-ط الأرضي.
- فرع الزرقاء: الزرقاء - حي معصوم-مقابل مدرسة الشاملة-عمارة العنزاوي مول-ط1.
- فرع الرصيفة: الرصيفة - الجبل الشمالي-الباب الغربي لمسجد السيدة آمنة بنت وهب-عمارة 5-ط2.
- فرع العقبة: العقبة - عمارة البنك الإسلامي الجديد بجانب مسجد أبي داود-ط4.

## معرض الصور

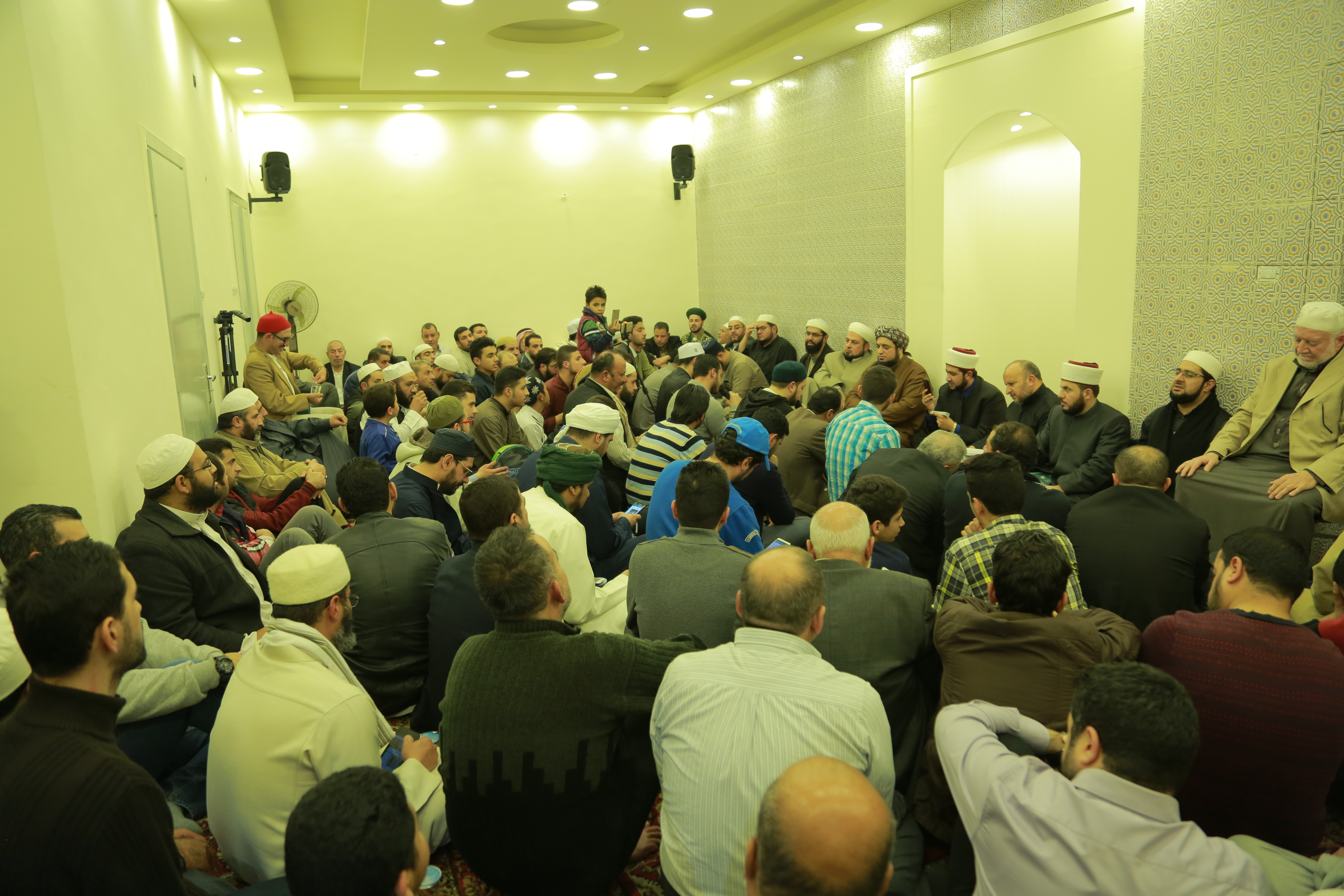
أحد الدروس في فرع وسط البلد في مدينة عمان
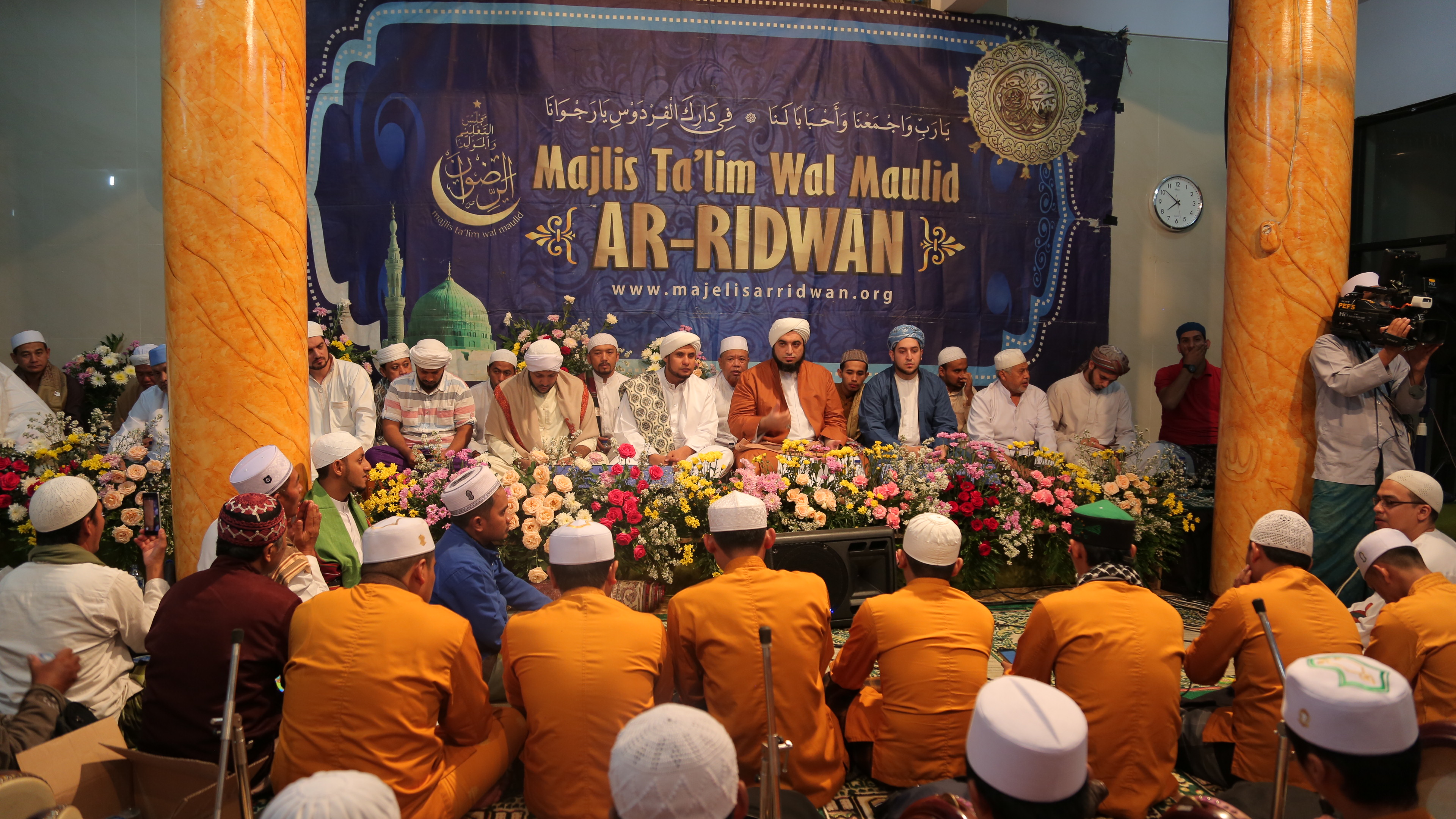
مشاركة في أحد الرحلات الدعوية خارج الأردن
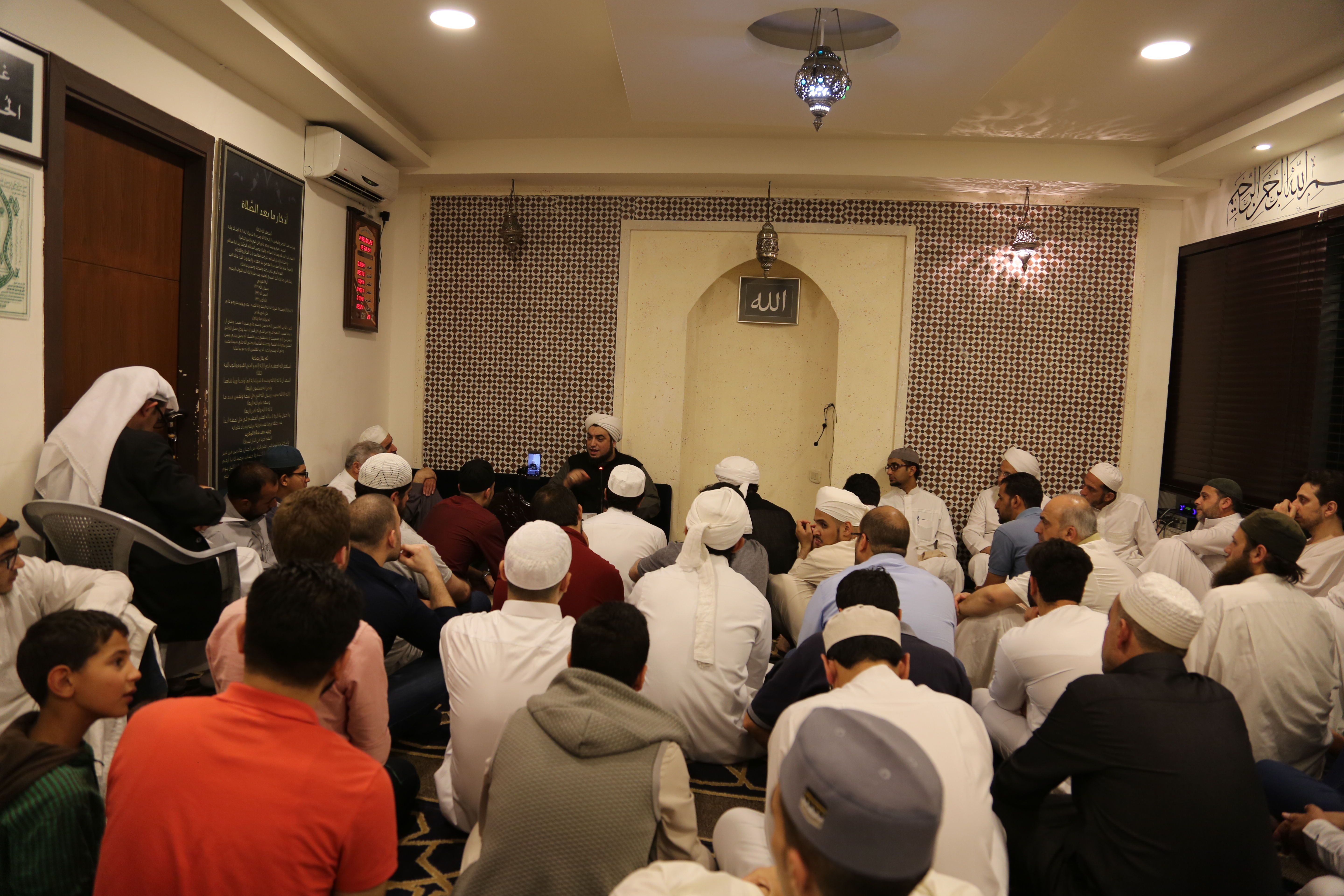
أحد الدروس في فرع الجامعة الأردنية في مدينة عمان
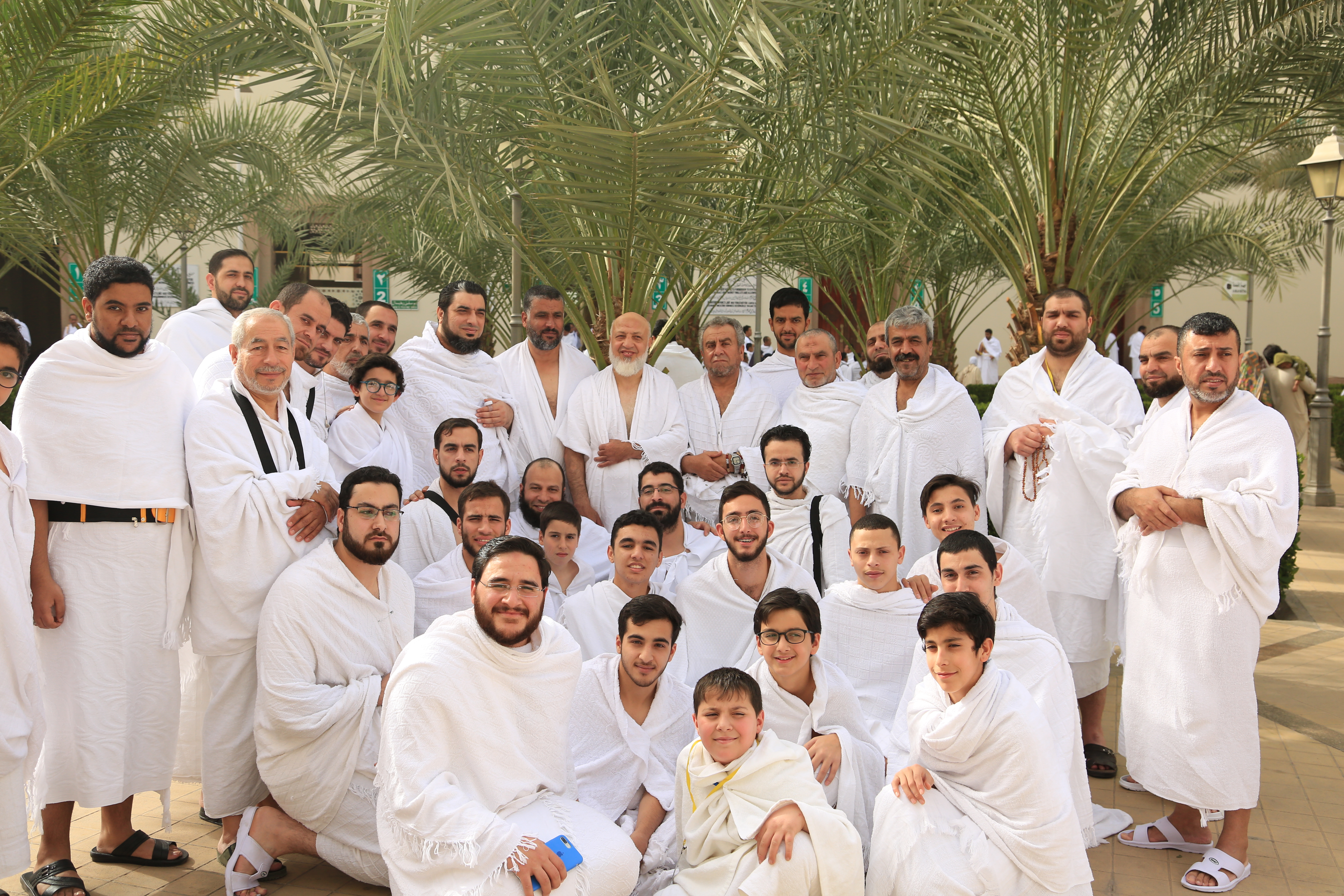
أحد رحلات العمرة
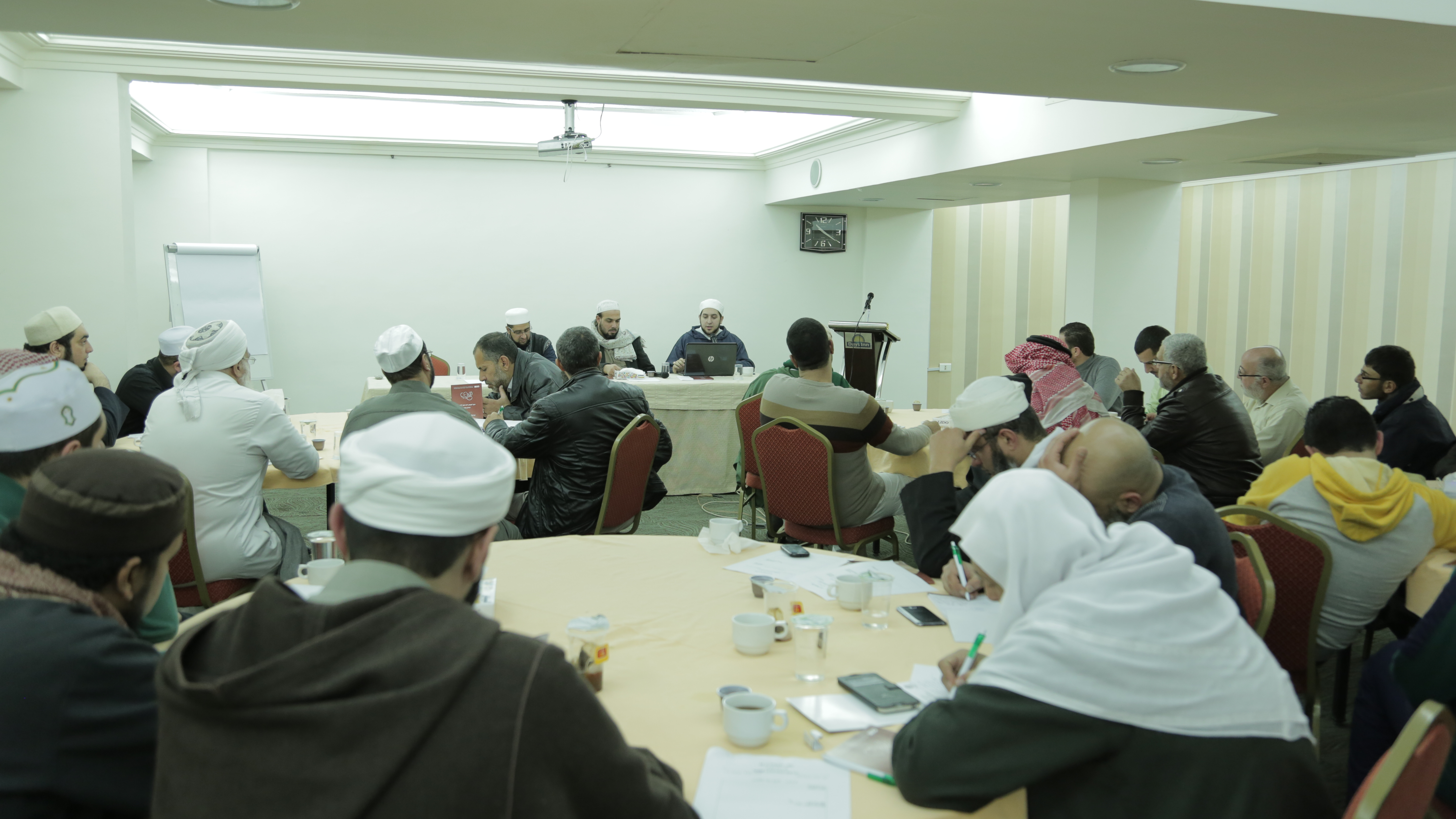
أثناء انعقاد مؤتمر الخويصة
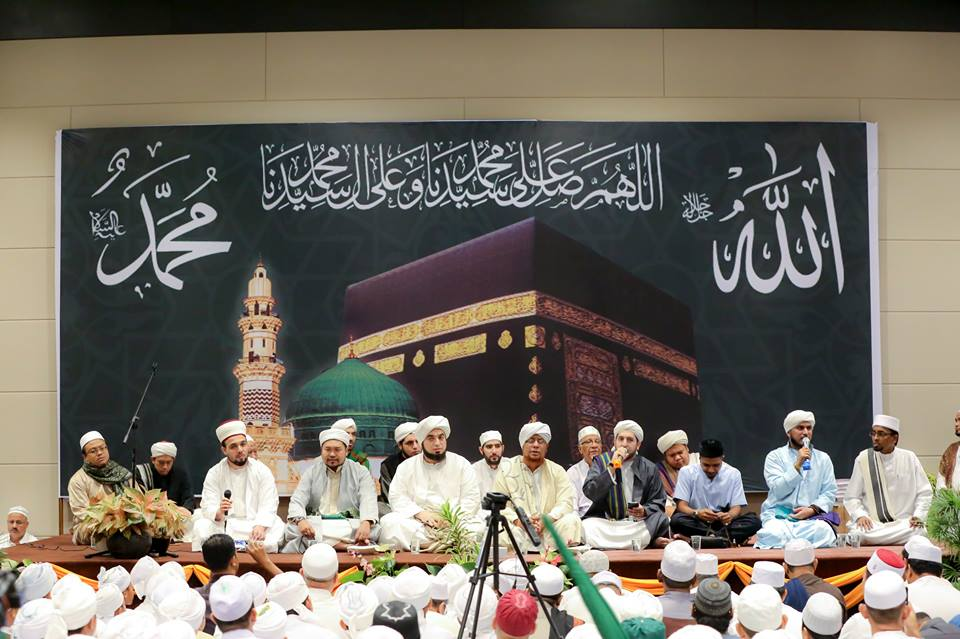
مشاركة في أحد الرحلات الدعوية خارج الأردن
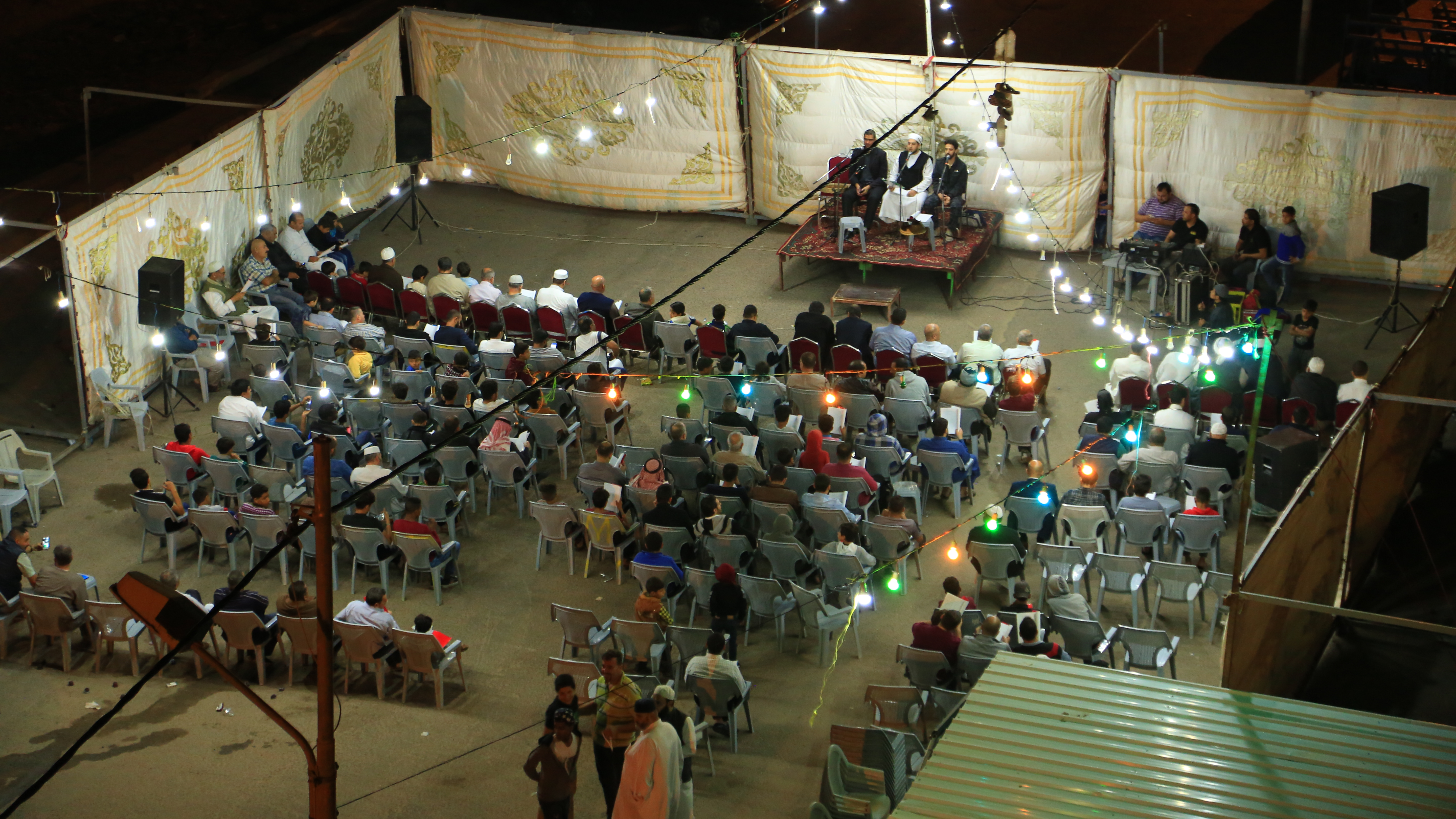
مشاركة في أحد المناسبات الدينية في الأردن
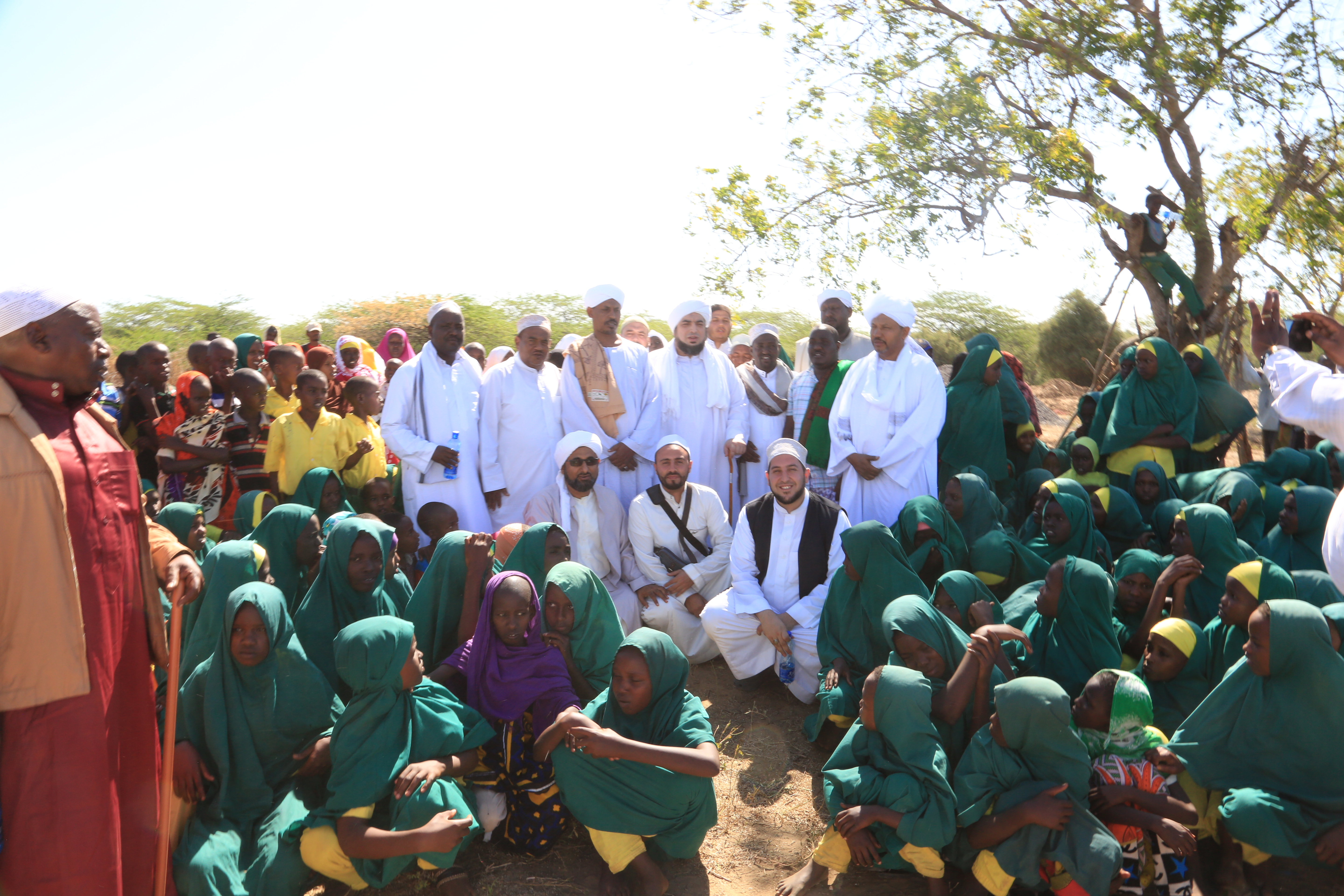
مشاركة في أحد الرحلات الدعوية خارج الأردن (أفريقيا)

## وصلات خارجية
- صفحة "معهد المعارج للدراسات الشرعية" الرسمية  على فيسبوك.
- موقع الحبيب عمر بن حفيظ: الحبيب عمر في الأردن لإحياء ذكرى شهداء مؤتة الأبرار، يرعى خلالها احتفال الذكرى السنوية الثالثة لتأسيس معهد المعارج